# Morgana O'Reilly
Morgana O'Reilly es una actriz neozelandesa, más conocida por haber interpretado a Naomi Canning en la serie Neighbours.

## Biografía
Es hija de la bailarina Mary Jane y del diseñador gráfico Phil O'Reilly.
Está casada con el cineasta Peter Salmon, con quien tiene una hija, Luna Le Fay Salmon (25 de agosto de 2015).
En 2011 apareció en la película Billy (una biografía de la vida del comediante, músico y actor neozelandés Billy T. James), donde interpretó a Lynn Matthews. Ese mismo año apareció en el cortometraje Dr Grordbort Presents: The Deadliest Game, donde vio da a la reportera Millicent Middlesworth. En 2013 apareció como una bailarina en el corto The Act Off. Ese mismo año apareció en la serie Sunny Skies, donde interpretó a la meticulosa competitiva y amigable Nicky. El 25 de marzo de 2014 se unió al elenco principal de la serie australiana Neighbours, donde interpretó a Naomi Canning hasta el 2 de octubre de 2015.

## Filmografía

### Series de televisión
| Año         | Serie                    | Personaje                  | Notas                         |
| ----------- | ------------------------ | -------------------------- | ----------------------------- |
| 2016        | Rake                     | Presentadora de Televisión | episodio # 4.1                |
| 2014 - 2015 | Neighbours               | Naomi Canning              | 175 episodios                 |
| 2014        | This Is Littleton        | Varios Personajes          | 4 episodios                   |
| 2013        | Sunny Skies              | Nicky                      | 3 episodios                   |
| 2011        | Nothing Trivial          | Alison                     | 3 episodios                   |
| 2008        | A Thousand Apologies     | -                          | -                             |
| 2008        | The Jaquie Brown Diaries | Joven                      | episodio "Brown in the Dumps" |

### Películas
| Año  | Título                                    | Personaje              | Notas                                                                                          |
| ---- | ----------------------------------------- | ---------------------- | ---------------------------------------------------------------------------------------------- |
| 2024 | Bookworm                                  | Zo                     | Junto a Elijah Wood, Nell Fisher y Michael Smiley                                              |
| 2014 | Housebound                                | Kylie Bucknell         | junto a Rima Te Wiata, Glen-Paul Waru, Cameron Rhodes, Ross Harper y Ryan Lampp                |
| 2012 | We Feel Fine                              | Kelly                  | junto a Moses Alofokhai, Francois Byamana, Prue Cunningham, Florian Habicht y Adam Luxton      |
| 2012 | Ten Thousand Days                         | Arabella               | corto - junto a Benedict Wall                                                                  |
| 2012 | Safe House                                | Carol Taylor           | junto a Serena Cotton, Peter Elliott, Paul Gittins, Ryan Lampp, Daniel Musgrove y Erroll Shand |
| 2011 | Dr Grordbort Presents: The Deadliest Game | Millicent Middlesworth | corto - junto a Geoff Houtman y Simon McKinney                                                 |
| 2011 | Rebecca 2                                 | Vixen Misfit           | junto a Daniel Satele, Rachael Phyllis Gabor Duval, Roberto Nascimento y Louis Mendiola        |
| 2011 | Billy                                     | Lynn Matthews          | junto a Tainui Tukiwaho, Kelson Henderson, Celia Nicholson y Luciane Buchanan                  |
| 2009 | Piece of My Heart                         | June Watt              | junto a Rena Owen, John Bach, Emily Barclay y Keisha Castle-Hughes                             |
| 2007 | Knickers                                  | Chloe                  | junto a Scott Chiplin, Jeremy Evans, Blake Fraser, Rose McIver y Benedict Wall                 |

### Directora y escritora
| Año  | Título                         | Notas                   |
| ---- | ------------------------------ | ----------------------- |
| 2014 | This Is Littleton              | 4 episodios - escritora |
| 2009 | The Height of the Eiffel Tower | obra - directora        |

### Teatro
| Año         | Obra                           | Personaje                     | Directores (as)   | Teatro                  | Notas                                                 |
| ----------- | ------------------------------ | ----------------------------- | ----------------- | ----------------------- | ----------------------------------------------------- |
| 2012        | Managing Carmen                | Clara                         | Mark Kilmurry     | Ensemble Theatre        | junto a Glenn Hazeldine, Rachel Gordon y Leigh Scully |
| 2011        | Back Confetti Workshop         | Flo                           | Colin McColl      | Auckland Theatre        | -                                                     |
| 2011        | Othello                        | Desdemona                     | Jesse Peach       | Peach Theatre           | -                                                     |
| 2010 - 2011 | The Height of the Eiffel Tower | -                             | Abigail Greenwood | -                       | -                                                     |
| 2010        | Toys                           | Barbie                        | Cameron Rhodes    | Basement Theatre        | -                                                     |
| 2010        | When The Rain Stops Falling    | Gabriel York                  | Shane Bosher      | Silo Theatre            | -                                                     |
| 2009        | The Height of the Eiffel Tower | Terri Hulme                   | Abigail Greenwood | Auckland Fringe Theatre | -                                                     |
| 2007, 2008  | Bare                           | -                             | Oliver Driver     | Silo Theatre            | -                                                     |
| 2007        | The Ensemble Project           | -                             | Michael Hurst     | Silo Theatre            | -                                                     |
| 2006        | Coram Boy                      | Mrs Lynch                     | Jonathon Hendry   | -                       | -                                                     |
| 2006        | Last Laughs                    | Venus                         | Michelle Hine     | -                       | -                                                     |
| 2006        | Seeking Ordinary               | Anette                        | Ros Gardner       | -                       | -                                                     |
| 2006        | The Laramie Project            | Marge Murray/Rebecca Hilliker | Roy Ward          | -                       | -                                                     |
| 2005        | Class Act                      | Olivia/Cracks                 | Michelle Hine     | -                       | -                                                     |
| 2005        | Marat / Sade                   | Coulmier                      | Jonathan Hendry   | -                       | -                                                     |
| 2005        | Three Sisters                  | Marsha                        | Milton Justice    | -                       | -                                                     |
| 2004        | Spinning Tales                 | -                             | Ros Gardner       | -                       | -                                                     |
| 2003        | Daughters of Heaven            | Pauline Parker                | Hillary Anderson  | -                       | -                                                     |
| 2003        | The Unforgiven Harvest         | Madre                         | Hillary Anderson  | -                       | -                                                     |